# Xestia syriae
Xestia syriae là một loài bướm đêm trong họ Noctuidae.